# (6866) Kukai
(6866) Kukai (1992 CO) – planetoida z pasa głównego asteroid okrążająca Słońce w ciągu 5,26 lat w średniej odległości 3,02 j.a. Odkryta 12 lutego 1992 roku.